# Флоринас
Флоринас (итал. Florinas) — коммуна в Италии, располагается в регионе Сардиния, подчиняется административному центру Сассари.
Население составляет 1574 человека, плотность населения составляет 43,61 чел./км². Занимает площадь 36,09 км². Почтовый индекс — 7030. Телефонный код — 079.
Соседние коммуны: Силиго, Банари, Иттири, Осси.